# Веллер, Борис Наумович
Бори́с Нау́мович Ве́ллер (8 февраля 1928, Новгород, Ленинградская область — 31 марта 2013, Мурманск) — известный мурманский строитель, председатель Совета ветеранов строительной отрасли, профессор МГТУ, Почётный гражданин города-героя Мурманска.

## Биография
Родился 8 февраля 1928 года в Новгороде. Рано остался без родителей: его отец — главный ветеринарный врач Ленинградского областного земельного управления Наум Абрамович Веллер (1895—1938) — был расстрелян в 1938 году, мать — врач-стоматолог Фаина Абрамовна Веллер (в девичестве Акодус) — была в 1938 году осуждена на 8 лет ИТЛ как член семьи изменника Родины. Воспитывался в семье дяди — доктора ветеринарных наук, профессора Александра Абрамовича Веллера. Племянник директора Ворошиловградского тепловозостроительного завода В. А. Веллера. Двоюродный брат — доктор физико-математических наук Александр Иосифович Рыскин.
В 1951 году после окончания Ленинградского инженерно-строительного института направлен в город Молотовск (ныне Северодвинск). Прошёл путь от прораба до начальника УНР.
18 мая 1958 года у Веллера, который вместе с женой находился в Архангельске, родился первый сын — Сергей (депутат Совета депутатов города Мурманска в 2004-2021 гг.).
С 1958 года работал в городе Мурманске. С 1958 года по 1989 год — руководитель строительно-монтажного управления № 1 треста «Мурманскпромстрой» — основной генподрядной организации, строившей объекты рыбной промышленности. Под его руководством построены первые глубоководные причалы в рыбном порту и на судоверфи. Среди зданий и сооружений построенных в городе Мурманске СМУ-1 можно отметить: дом межрейсового отдыха моряков (ныне гостиница «Меридиан»), здание областной научной библиотеки, хлебозавод «Виктория», комбинат «Цветы Заполярья», несколько корпусов технического университета, Мурманскую ТЭЦ.
9 января 1966 года родился второй сын — Алексей (депутат Государственной думы с 2016 года).
После выхода на заслуженный отдых являлся председателем Совета ветеранов строительной отрасли.
В 2007 году ему присвоено звание «Почетный гражданин города-героя Мурманска».
Один из инициаторов создания памятника «Ждущая».
Скончался 31 марта 2013 года в Мурманске, похоронен на городском кладбище.